# Yuan du Mandchoukouo
Le yuan du Mandchoukouo (chinois traditionnel : 滿洲國圓 ; pinyin : Mǎnzhōuguóyuán) est la monnaie officielle de l'empire du Mandchoukouo de juin 1932 à août 1945.
L'unité monétaire était basée sur un étalon d'argent pur de 23,91 grammes. Elle remplace le tael chinois, la monnaie locale en Mandchourie avant l'incident de Mukden, prémices de la Seconde Guerre mondiale.

## Histoire
Les billets et les pièces sont d'abord émis par la banque du Japon, avant que cette charge ne revienne à la banque centrale de Mandchou à Hsinking (actuelle Changchun), la capitale du Mandchoukouo. À cause des fluctuations internationales de la valeur de l'argent sur le marché durant les années 1930, le Mandchoukouo retire son yuan de l'argent standard en 1935, et l'associe à taux de change fixe au yen japonais. En 1940, le yuan du Mandchoukouo commence à être utilisé pour mesurer les exportations et importations du pays avec l'étranger (États-Unis, Allemagne, Japon, etc).
Durant sa période d'existence, presque la moitié de la valeur des billets émis est soutenue par des réserves d'espèces. Il existe cinq valeurs différentes  de billets : 100, 10, 5 et 1 yuan, et 5 chiao (un demi-yuan). Ils représentent généralement des empereurs de la dynastie Qing de Chine. Pour préserver la monnaie des pressions inflationnistes que connaissent les zones sous contrôle japonais vers la fin de la Seconde Guerre mondiale, un billet de 1 000 yuan est émis en 1944. 

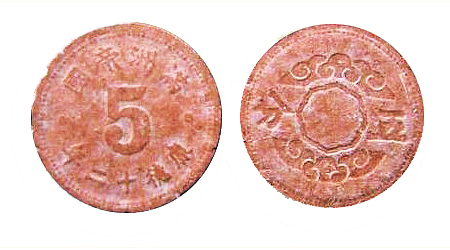
Pièce de 5 fen du Mandchoukouo.

Le yuan du Mandchoukouo est divisé en 10 chiao (角), 100 fen (分) ou 1000 li (釐). Il existe des pièces de 5 li à 10 fen.
En 1944 et 1945, le Mandchoukouo émet des pièces (1 et 5 fen), que le catalogue standard des pièces du monde (en) décrit comme étant « d'aspect rouge/marron » et ressemblant à du carton. Ce sont de rares exemples de pièces de monnaie non-métalliques.
En 1948, après la fin de la Seconde Guerre mondiale, environ 12 milliards de yuan de la banque centrale de Mandchou sont rachetés par la banque Tung Pei.

## Billets

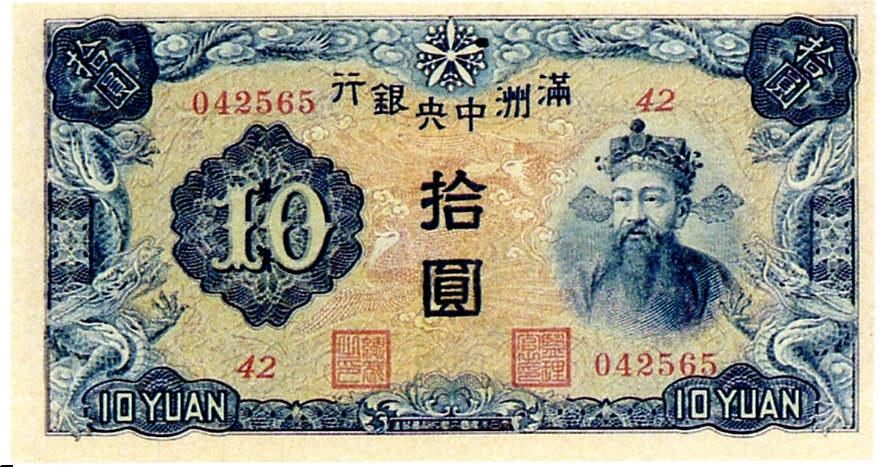
10 yuan, 1937 (recto) représentant Caishenye.
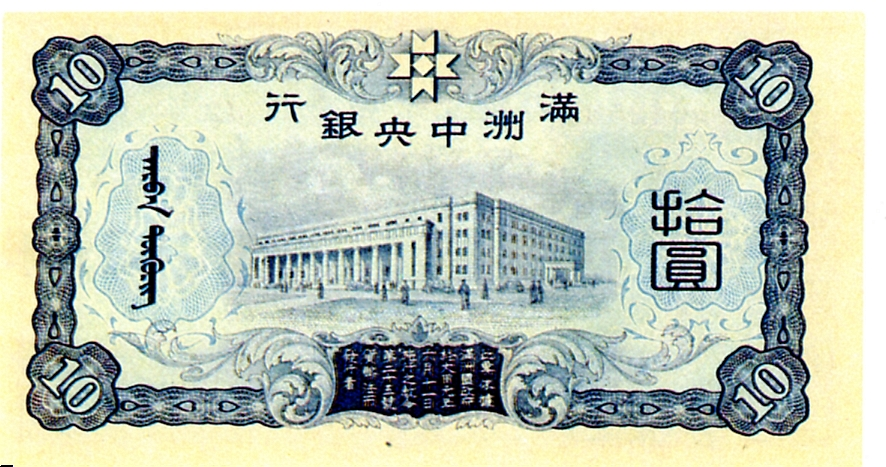
10 yuan, 1937 (verso), représentant le siège de la banque centrale de Mandchou.
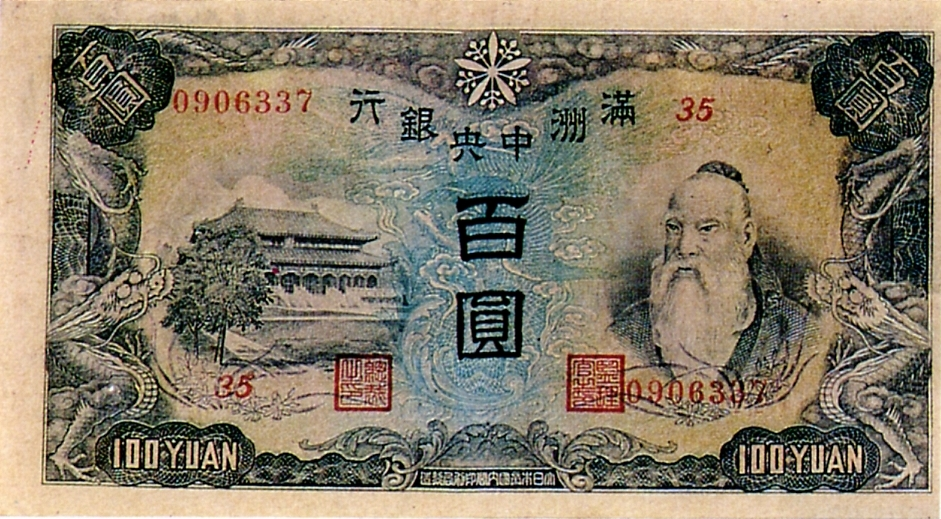
100 yuan, 1944 (recto) représentant Confucius.
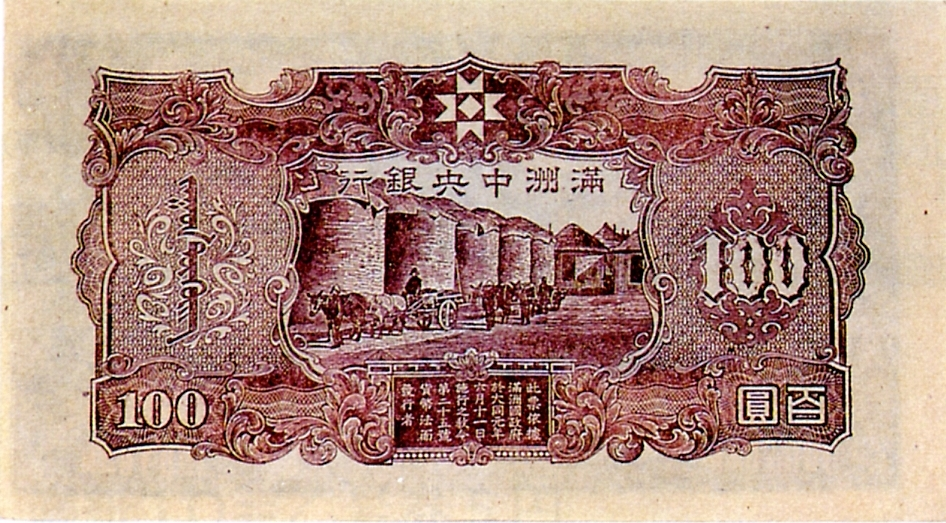
100 yuan, 1944 (verso), représentant des silos de fèves de soja.